# Brede Csiszar
Brede Frettem Csiszar (født 26. marts 1987) er en norsk tidligere  ishockeyspiller. Han spillede i forsvaret af  Vålerenga.
Csiszar var studerende i sport på Bjerke gymnasium fra 2003 til 2006. Han har spillet for Vålerenga næsten hele sin karriere og debuterede i  Eliteserien som 19-årig i 2006. I efteråret 2010 underskrev Csiszar for den svenske klub Mora. Efter lidt spilletid vendte han tilbage til Vålerenga i oktober på lån fra sin nye klub. 